# Sten Pentus

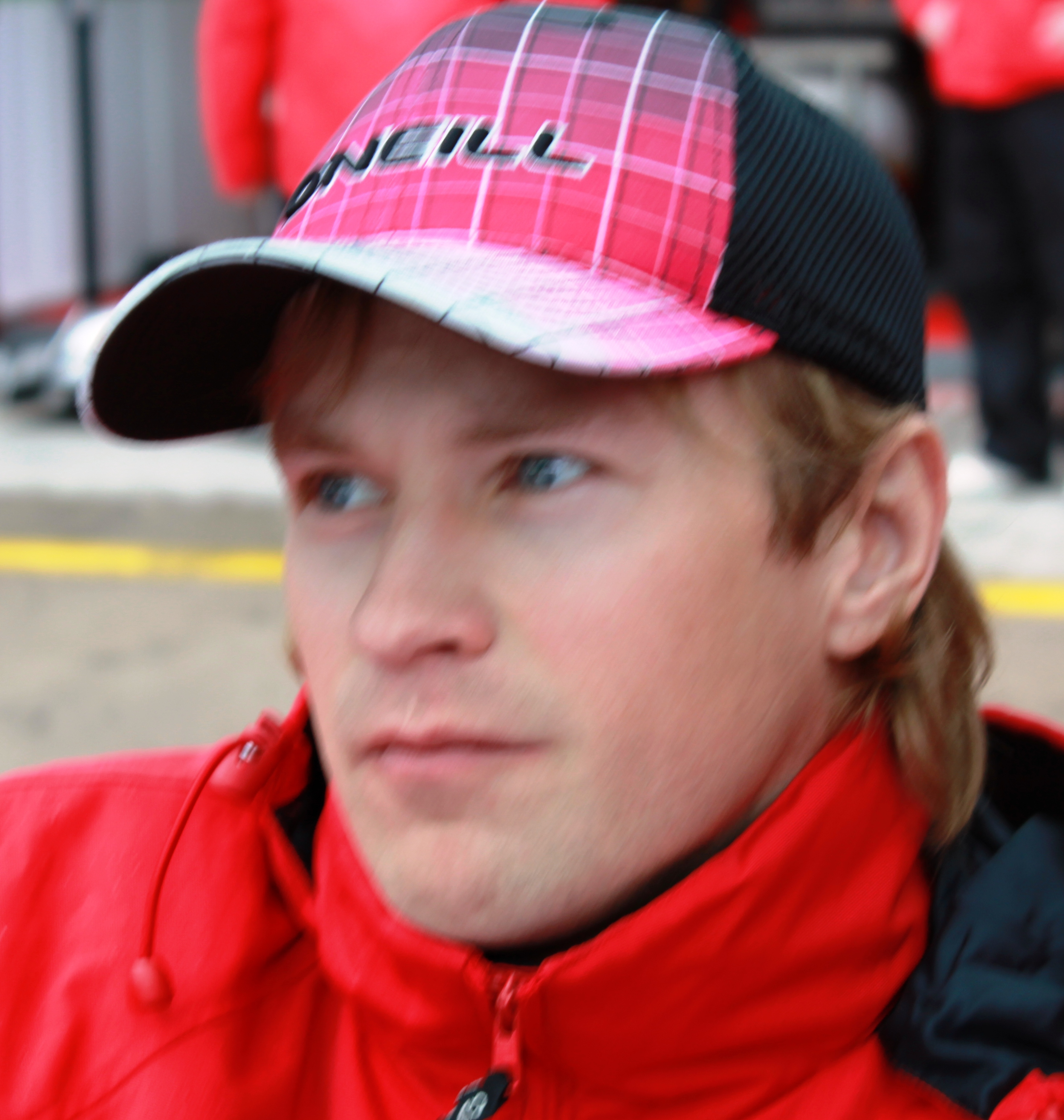
Sten Pentus in 2011.

Sten Pentus (Tallinn, 3 november 1981) is een Estisch autocoureur. Hij is een voormalig Estisch Formule 4-winnaar en een winnaar van de Formule Baltic. Zijn zus Keit is een politicus.
Aan het eind van 2008 testte Pentus voor de GP2-teams DPR en Racing Engineering met respectabele resultaten. In november testte hij voor Fortec Motorsport in de Formule Renault 3.5 Series op het Circuit Ricardo Tormo Valencia en maakte opnieuw indruk. Uiteindelijk tekende hij voor Fortec voor het seizoen 2009, nadat hij ook al het laatste raceweekend van 2008 op het Circuit de Catalunya reed bij Comtec Racing. Hij behaalde zijn eerste punten met een tweede plaats in de tweede race op het Circuit de Catalunya vanaf de negentiende plaats, waarbij hij een bonuspunt kreeg als de coureur die de meeste posities opschoof in de race. Hij behaalde nog drie keer een bonuspunt hiervoor, mede hierdoor eindigde hij als zestiende in het kampioenschap met 23 punten.
Pentus bleef in 2010 bij Fortec rijden in de Formule Renault 3.5. Op het Motorland Aragón en de Hungaroring behaalde hij overwinningen, waarmee hij als vierde in het kampioenschap eindigde. In 2011 reed Pentus bij EPIC Racing, waar hij slechts als 24e in het kampioenschap eindigde.
In 2012 rijdt Pentus drie van de zeven raceweekenden van de Auto GP voor de teams Virtuosi UK en Zele Racing. Hij behaalt in totaal 14 punten, wat genoeg was voor de vijftiende plaats in het kampioenschap.